# Gilbert de Clare, I conde de Hertford
Gilbert FitzRichard de Clare, I conde de Hertford (c. 1115–1152), fue lord de Clare y creado conde de Hertford por Esteban I de Inglaterra.

## Carrera
Gilbert era el primogénito de Richard Fitz Gilbert de Clare y Adeliza.  Su madre Adeliza era la hija de Ranulf le Meschin, conde de Chester y la condesa Lucy, y hermana de Ranulf de Gernon, IV conde de Chester. Gilbert, que nació antes de 1115, heredó de su padre el honor de Clare incluyendo Tonbridge Castle el 15 de abril de 1136.
Gilbert fue creado Conde de Hertford aproximadamente en 1138, posiblemente sobre la misma época en que su tío fue creado Conde de Pembroke. Apoyó a Esteban durante un tiempo, pero parece para haberse unido a la Emperatriz Matilda en algún momento. Cuándo el rey tomó prisionero a Ranulf de Gernon, conde de Chester, Pembroke entregó a su sobrino Geoffrey como garante para su liberación y buena conducta.

## Segunda rebelión
En 1147, Ranulf de Gernon se rebeló nuevamente contra Esteban. El rey tomó entonces prisionero a Gilbert hasta que Chester aceptó rendir todos sus castillos. Después de esto, el Conde de Hertford fue liberado, pero se unió a la rebelión de Ranulf. Gilbert, Conde de Pembroke, que hasta entonces había permanecido leal a Esteban, reclamó los castillos de su sobrino Gilbert sosteniendo que eran suyos por herencia. Cuándo Esteban rechazó su petición, Gilbert se unió a la rebelión de Ranulph. Esteban confiscó entonces también sus castillos. No mucho después, sin embargo, el rey se reconcilió con ambos Gilberts, aunque, Ranulf de Gernon se unió a Enrique de Anjou (posteriormente Enrique II de Inglaterra).
Gilbert murió sin descendencia en 1152 y fue enterrado en el priorato de Clare. Le sucedió su hermano Roger.